# Mykulivci
Mykulivci, ukrajinsky Микулівці, maďarsky Kismogyorós,  jsou ves v obci Kopynivci, v ivanovecké venkovské komunitě (hromadě), v mukačevském okrese Zakarpatské oblasti Ukrajiny. V roce 2001 zde žilo 289 obyvatel.  

## Místní části
- Skolinko, ukrajinsky Сколінко